# The Muncher
The Muncher (lett. "il masticatore"), o The Muncher Eats Chewits nelle schermate introduttive, è un videogioco pubblicato nel 1988 per Commodore 64 e ZX Spectrum dalla Gremlin Graphics. Ha per protagonista un mostro simile a Godzilla che devasta le città, nello stile di giochi precedenti come The Movie Monster Game e Rampage. È sponsorizzato dalla caramella gommosa britannica Chewits, che aveva già da anni un mostro del genere come protagonista della propria campagna pubblicitaria.
Prima della sponsorizzazione il gioco era stato annunciato con il titolo provvisorio T-Wrecks (presumibilmente un gioco di parole tra T-rex e wrecks, "distrugge").

## Modalità di gioco
Il giocatore controlla l'enorme rettile bipede Muncher che, a causa del furto di molte delle sue uova da parte di esploratori umani, emerge dal mare e attacca alcune città del Giappone. La visuale è bidimensionale di lato, con scorrimento verso destra (a volte verso l'alto se ci si arrampica su palazzi). Muncher è piuttosto grande rispetto allo schermo e relativamente lento nei movimenti.
Ci sono nove livelli corrispondenti a città, località e basi militari e per superare un livello lo si deve attraversare fino in fondo. Gli scenari comprendono vari tipi di edifici e Muncher, oltre a camminare a terra, può arrampicarsi lungo le pareti laterali e camminare sui tetti. Gli edifici possono essere visibilmente danneggiati dalle azioni di Muncher, fino eventualmente a crollare.
Muncher ha molte mosse a disposizione, tra cui saltare, abbassarsi, colpire con la coda quando si gira, mordere oggetti volanti, afferrare e mangiare oggetti a terra. Può inoltre sputare palle di fuoco, ma in quantità limitata, e può ricaricarle divorando camion di benzina. Quando si sta arrampicando sul fianco di un edificio ha ulteriori mosse, sferrare pugni in varie direzioni e calciare l'edificio stesso.
Lungo il percorso si viene attaccati dall'esercito giapponese, con fanti, paracadutisti, fuoristrada, elicotteri, carri armati, aerei che sganciano missili. Passano inoltre dei civili innocui, comprese donne con la carrozzina. Quando Muncher viene colpito dai proiettili perde un po' della sua energia, e quando la esaurisce perde la vita, che inizialmente è una sola. Tutte le persone e i mezzi possono essere distrutti in modi diversi, colpendoli o saltandoci sopra, e possono inoltre essere divorati, recuperando in tal modo un po' di energia.
Occasionalmente si incontrano anche altri rettili giganti simili a Muncher, in questo caso i due mostri devono affrontarsi in un duello sul posto e lo scorrimento viene impedito fino alla fine del combattimento.
Lungo il tragitto si possono trovare inoltre le uova di Muncher e dei contenitori di scorie radioattive, che per il mostro sono salutari. Le uova, dopo averle raccolte, possono essere posizionate sulle scorie permettendo in tal modo di vincere una vita e di riprendere la partita dalla posizione dell'uovo stesso in caso di morte. In alternativa Muncher può semplicemente mangiare le scorie per recuperare energia.